# Blood sucking freaks
Blood sucking freaks (estrenada originàriament com The Incredible Torture Show) és una pel·lícula d'explotació i gore estatunidenca de 1976 dirigida per Joel M. Reed i protagonitzada per Seamus O'Brien, Luis De Jesus, Viju Krem, Niles McMaster, Dan Fauci, Alan Dellay i Ernie. Pysher. Ambientada a la ciutat de Nova York, la pel·lícula segueix una xarxa de tràfic de persones oculta rere un grup de teatre experimental que posa en escena actuacions de l'estil Grand Guignol per al públic, el qual no és conscient que s'estan perpetrant assassinats i tortures reals a l'escenari. La pel·lícula es va projectar fora de competició al 34è Festival Internacional de Cinema de Canes.
Rodada sota el títol de Sardu: master of the screaming virgins, es va estrenar originàriament com The Incredible Torture Show el novembre de 1976. La distribuïdora de cinema Troma Entertainment va reanomenar la pel·lícula com Blood sucking freaks quan la va adquirir el 1981. Troma Entertaintment inicialment va retallar-la amb el propòsit d'obtenir una qualificació R de la Motion Picture Association of America (MPPA), però finalment va comercialitzar la versió completa amb totes les escenes explícites incloses. Posteriorment, la MPPA va demandar a Troma Entertaintment per infracció de copyright en aplicar la classificació R sense autorització. La demanda es va resoldre finalment després que Troma Entertaintment fos comminada a emetre una disculpa pública que va ser publicada a The Hollywood Reporter. Troma Entertainment va comercialitzar la pel·lícula en DVD el 1998, i en una edició especial Blu-ray el 21 d'agost de 2014.
Blood sucking freaks destaca com una paròdia d'humor negre del món del teatre de la ciutat de Nova York. Filmsite.org la va considerar una de les pel·lícules més controvertides de la història del cinema.

## Argument
Al SoHo novaiorquès, el mestre Sardu dirigeix un teatre d'estil Grand Guignol amb el seu assistent, el menut Ralphus. La companyia ofereix espectacles grotescos i sadomasoquistes amb dones esclaves a les quals Sardu i els seus intèrprets brutalitzen a l'escenari per a un públic que no és conscient que l'espectacle al qual assisteixen és real. La ballarina professional Natasha Di Natalie assisteix a una de les actuacions amb el seu xicot, Tom, durant la qual una dona és torturada amb un torniquet de ferro que li aixafa el crani, i una altra dona és desmembrada abans que Ralphus li tregui i se'n cruspeixi el globus ocular. També hi assisteix el crític de teatre Creasy Silo, que considera l'espectacle pretensiós i obscè. Després de l'espectacle, Ralphus alimenta amb trossos de carn humana a un grup de dones engabiades que són retingudes al soterrani del teatre com a esclaves.

## Característiques
Blood sucking freaks és considerada una pel·lícula de culte per ser una pel·lícula de terror seriosa amb connotacions sexuals més un repertori d'escenes gore. Les morts violentes dels actors principals Seamus O'Brien (apunyalat fins a mort al seu apartament per un lladre) i Viju Krem (afusellada pel seu marit en una excursió de caça) després de l'estrena de la pel·lícula també van contribuir a la seva notorietat.
Alguns dels mètodes de tortura representats a la pel·lícula són, per exemple, un crani aixafat per un caragol de banc, l'amputació del canell amb una serra, l'amputació dels dits amb un tallant, teràpia electroconvulsiva, suspensió, extracció. de dents, un trepant elèctric que perfora un crani amb el cervell xuclat a amb una canya, l'amputació de peus amb una motoserra, estiraments a la Creu de Sant Andreu, bastonejar i la posterior decapitació amb guillotina, així com el rentat de cervell, els assots, dardells i esquarteraments.
A la introducció de l'àlbum debut de De La Soul, 3 Feet High and Rising, Plug One cita Blood sucking freaks com la seva «pel·lícula de Troma preferida». El lluitador professional Chris Jericho va manllevar el nom de l'assistent per al seu propi ús, nomenant el seu guardaespatlles Ralphus durant la seva carrera al World Championship Wrestling (WCW).